# Unión Minera del Norte
Unión Minera del Norte, S.A., también conocida por sus siglas UMINSA, es la principal empresa de España del sector de la minería del carbón, al poseer explotaciones en las cuencas mineras leonesa, palentina y asturiana. Es propiedad del controvertido empresario leonés Victorino Alonso, y su domicilio social se encuentra en Madrid. Cuenta con una producción de más de 2.000.000 de toneladas de carbón anuales y emplea a casi 1.500 trabajadores.
En 2018, la empresa entró en liquidación.

## Historia
El despegue de Victorino Alonso en el sector minero comenzó cuando adquirió en 1994 Minero Siderúrgica de Ponferrada, una empresa que se encontraba en quiebra técnica y que era propiedad de Caja España, uno de sus acreedores. Ya en 1989, Alonso se convirtió en accionista de Hullas de Barruelo, que explotaba la zona hullera de la comarca del Rubagón, en Barruelo de Santullán (Palencia).
En 1994, a través de su empresa Lexomosa, absorbió Carbonia y Minas de Ventana, formando Carbones León Norte, S.A. (CARLENOR). En marzo de 1998, CARLENOR cambió su denominación por Unión Minera del Norte, S.A. (UMINSA) para adquirir, tres meses más tarde, Antracitas de Fabero, Antracitas de Brañuelas, Mina de Fontoria, Explotaciones Mineras de Caboalles, Minas Santa Leocadia y la totalidad de Hullas de Barruelo.
En 1999 llevó a cabo la compra de la práctica totalidad de la cuenca minera palentina, formada en ese momento por Antracitas de Velilla, en Velilla del Río Carrión, Antracitas del Norte en Aviñante y Velilla de Tarilonte, Sociedad Minera San Luis de Guardo, Antracitas de San Claudio (que unos meses antes había cerrado su última mina subterránea) de Castrejón de la Peña y Antracitas de Montebismo en La Pernía. Sólo Carbones San Isidro, con una pequeña explotación en Velilla del Río Carrión, quedó fuera del dominio del grupo de Victorino Alonso. En 2010, Alonso había cerrado todas estas explotaciones, manteniendo únicamente abierto el pozo "Las Cuevas" en Velilla del Río Carrión, y dos minas a cielo abierto en Guardo y Castrejón de la Peña, y empleando únicamente a unos 150 trabajadores. En 2012 anunció el cierre del pozo "Las Cuevas", y el traslado de sus 80 empleados a Tineo. En 2014 solo mantiene activo el cielo abierto de Muñeca en Guardo y planes para reabrir el cielo abierto de Castrejón de la Peña.
En la provincia de León, UMINSA absorbió en 1997 Antracitas de Fabero y en 2000 Coto Minero del Sil, además de toda la cuenca de la comarca de Laciana y Torre del Bierzo, incluyendo explotaciones como Mina Mora Primera y la Sociedad Santa Bárbara, ambas en la zona de Piedrafita de Babia. Así, en 2003, la empresa contaba con 1.053 empleados en la provincia leonesa. En 2010 cerró el grupo San Miguel en Laciana, con lo que redujo de forma importante las explotaciones en esa comarca leonesa. En 2011 cerró la mina Brañuelas en Torre del Bierzo, por lo que en El Bierzo, tras el cierre del grupo Santa Cruz en Páramo del Sil en 2012 sólo mantiene el cielo abierto de Fabero con 250 trabajadores y el Grupo Salgueiro en Torre del Bierzo. En 2014 solo mantiene abiertos en la zona del Bierzo el Grupo Salgueiro y el cielo abierto Gran Corta de Fabero.
En Asturias, la empresa tuvo explotaciones en Cangas del Narcea, Tineo, Degaña e Ibias, donde adquirió en 2003 Coto Minero del Narcea y Antracitas de Tineo. En 2011 cerró Coto Narcea en Monasterio y Antisa en Tineo, por tanto en 2012 ya solo le queda la mina de Pilotuerto en Tineo. En 2014 solo mantiene funcionando la mina de interior de Pilotuerto en Tineo. Mantiene a su vez en explotación algunas capas de la mina de interior de Cerredo propiedad de Minera AsturLeonesa, aunque con proceso de disolución de este acuerdo.
En 2010, UMINSA era la principal empresa privada del sector minero en España, por delante de Coto Minero Cantábrico, que también es propiedad de Victorino Alonso y que surgió en 2008 como resultado de la fusión de Minero Siderúrgica de Ponferrada y Hullas del Coto Cortés, con actividad en la cuenca asturiana.
UMINSA ha recibido desde distintos sectores acusaciones de captar sus beneficios gracias a las ayudas estatales a la minería del carbón. En 2010, la empresa recibió del estado 81,6 millones de euros en concepto de ayudas al sector.
En julio de 2013, la empresa entró en concurso de acreedores voluntario, debido a su elevada deuda, y en 2018 en liquidación como paso previo a su disolución.

## Propiedades
Las anexiones de UMINSA por provincia y año de adquisición son las siguientes:
Provincia de León
- 1998: Antracitas de Fabero, Antracitas de Brañuelas, Minera de Fontoria, Minas Santa Leocadia, Explotaciones Mineras Caboalles y Minas de Lumajo.
- 1999: Antracitas La Silva.
- 2000: Minera de Torre.
- 2002: Coto Minero del Sil, Mina Mora y Sociedad Santa Bárbara.
- 2003: Minas y Expl. Industriales, Carbones El Túnel, Industrias Carfema y Minas del Bierzo.
- 2004: Antracitas de La Granja, Antracitas de Arlanza, Mina Adelina y Mina Los Compadres.
- 2009: Campomanes Hermanos y Virgilio Riesco.

Provincia de Palencia
- 1998: Hullas de Barruelo
- 1999: Antracitas de Velilla, Sociedad Minera San Luis, Antracitas del Norte, Antracitas San Claudio y Antracitas de Montebismo.

Asturias
- 2004: Coto Minero del Narcea y Antracitas de Tineo.
- 2008: González y Díez S.A. (Tineo)

## Críticas
Los métodos de UMINSA han sido criticados tanto desde las centrales sindicales como desde colectivos ecologistas, debido al impago de las nóminas a los mineros como medida de presión para recibir fondos públicos por un lado, y a la explotación de minas a cielo abierto en áreas protegidas tanto en la provincia de León como en la de Palencia por otro. Además, el entramado empresarial de Victorino Alonso ha despertado las sospechas de diversos colectivos, que sostienen que su único objetivo al frente del sector es la captación de subvenciones estatales y el cierre de las explotaciones. Así, en 1996 fue objeto de una investigación por parte de la unidad de policía judicial de la Guardia Civil que ponía de manifiesto posibles fraudes y un injustificado aumento de patrimonio, aunque el Ministerio de Industria informó posteriormente de que no iniciaría investigaciones sobre sus presuntas irregularidades.